# Люнре (кантон)
Люнре (фр. Luneray) — кантон во Франции, находится в регионе Нормандия, департамент Приморская Сена. Входит в состав округа Дьеп.

## История
Кантон образован в результате реформы 2015 года путём объединения упразднённых кантонов Баквиль-ан-Ко, Лонгвиль-сюр-Си, Тот и трёх коммун кантона Павийи.
1 января 2019 года коммуны Кресси, Оффе и Севис образовали новую коммуну Валь-де-Си.

## Состав кантона с 1 января 2019 года
В состав кантона входят коммуны (население по данным Национального института статистики за 2018 г.):
- Авремениль (1 013 чел.)
- Анвиль-сюр-Си (425 чел.)
- Баквиль-ан-Ко (1 906 чел.)
- Бельвиль-ан-Ко (728 чел.)
- Бельмениль (455 чел.)
- Бертревиль-Сент-Уан (337 чел.)
- Бертримон (216 чел.)
- Бивиль-ла-Беньярд (662 чел.)
- Бивиль-ла-Ривьер (107 чел.)
- Боваль-ан-Ко (482 чел.)
- Бото (148 чел.)
- Браши (745 чел.)
- Валь-де-Саан (1 497 чел.)
- Валь-де-Си (2 557 чел.)
- Варневиль-Бретвиль (329 чел.)
- Васонвиль (446 чел.)
- Венестанвиль (207 чел)
- Гёр (525 чел.)
- Гётвиль (86 чел.)
- Гонето (187 чел.)
- Гонвиль-сюр-Си (484 чел.)
- Грёвиль (377 чел.)
- Грюше-Сен-Симеон (687 чел.)
- Денестанвиль (267 чел.)
- Кальвиль-ле-Дёз-Эглиз (328 чел.)
- Крикто-сюр-Лонгвиль (225 чел.)
- Кровиль-сюр-Си (248 чел.)
- Ла-Фонтеле (29 чел.)
- Ла-Шапель-дю-Бурге (124 чел.)
- Ла-Шосе (542 чел.)
- Ламбервиль (194 чел.)
- Ламервиль (326 чел.)
- Ле-Буа-Робер (351 чел.)
- Ле-Кателье (266 чел.)
- Ле-Сан-Акр (64 чел.)
- Лестанвиль (95 чел.)
- Линто-ле-Буа (184 чел.)
- Лонгвиль-сюр-Си (988 чел.)
- Люнре (2 190 чел.)
- Манеувиль (225 чел.)
- Монтрёй-ан-Ко (505 чел.)
- Мюшдан (129 чел.)
- Нотр-Дам-дю-Парк (182 чел.)
- Озувиль-сюр-Саан (151 чел.)
- Омонвиль (265 чел.)
- Опгар (704 чел.)
- Ренфревиль (71 чел.)
- Руавиль (290 чел.)
- Саан-Сен-Жюст (153 чел.)
- Састо-ле-Мальгарде (114 чел.)
- Сен-Ва-дю-Валь (469 чел.)
- Сен-Виктор-л'Аббеи (772 чел.)
- Сен-Дени-сюр-Си (685 чел.)
- Сен-Жермен-д'Этабль (255 чел.)
- Сен-Креспен (302 чел.)
- Сен-Маклу-де-Фольвиль (626 чел.)
- Сен-Мар (186 чел.)
- Сен-Пьер-Бенувиль (391 чел.)
- Сент-Оноре (204 чел.)
- Сент-Уан-дю-Брёй (777 чел.)
- Сент-Уан-ле-Може (290 чел.)
- Сент-Фуа (606 чел.)
- Тиль-Манвиль (623 чел.)
- Токвиль-ан-Ко (129 чел.)
- Торси-ле-Гран (784 чел.)
- Торси-ле-Пети (489 чел.)
- Тот (1 549 чел.)
- Френе-ле-Лон (331 чел.)
- Эглевиль-сюр-Си (636 чел.)
- Эмблевиль (305 чел.)
- Эрманвиль (116 чел.)
- Этемпюи (804 чел.)

## Политика
На президентских выборах 2022 г. жители кантона отдали в 1-м туре Марин Ле Пен 37,5 % голосов против 26,8 % у Эмманюэля Макрона и 13,7 % у Жана-Люка Меланшона; во 2-м туре в кантоне победила Ле Пен, получившая 55,3 % голосов. (2017 год. 1 тур: Марин Ле Пен – 32,9 %, Франсуа Фийон – 19,0 %, Эмманюэль Макрон – 18,3 %, Жан-Люк Меланшон – 15,7 %; 2 тур: Ле Пен – 50,4 %. 2012 год. 1 тур: Франсуа Олланд — 27,9 %, Николя Саркози — 27,7 %, Марин Ле Пен — 22,2 %; 2 тур: Олланд — 51,0 %. 2007 год. 1 тур: Саркози — 29,8 %, Сеголен Руаяль — 23,9 %; 2 тур: Саркози — 51,9 %).
С 2021 года кантон в Совете департамента Приморская Сена представляют мэр коммуны Ле-Буа-Робер Шанталь Коттеро (Chantal Cottereau) (Союз демократов и независимых) и мэр коммуны Сен-Жермен-д'Этабль Венсан Рену (Vincent Renoux) (Разные правые).
|                | Кандидаты                         | Партия                   | Первый тур | Первый тур     | Второй тур | Второй тур |
| Кол-во голосов | Кандидаты                         | Партия                   | % голосов  | Кол-во голосов | % голосов  |            |
| -------------- | --------------------------------- | ------------------------ | ---------- | -------------- | ---------- | ---------- |
|                | Шанталь Коттеро Венсан Рену       | Правоцентристский блок   | 3 883      | 42,51          | 5 731      | 68,45      |
|                | Дени Бернавиль Стаси Блондель     | Национальное объединение | 2 323      | 25,43          | 2 642      | 31,55      |
|                | Жан-Ив Бийоре-Тенна Мирьям Делоне | Левый блок               | 1 906      | 20,86          |            |            |
|                | Анди Барре Алина Реймон           | Коммунистическая партия  | 1 023      | 11,20          |            |            |

|                | Кандидаты                      | Партия             | Первый тур | Первый тур     | Второй тур | Второй тур |
| Кол-во голосов | Кандидаты                      | Партия             | % голосов  | Кол-во голосов | % голосов  |            |
| -------------- | ------------------------------ | ------------------ | ---------- | -------------- | ---------- | ---------- |
|                | Шанталь Коттеро Мартьяль Огель | Правый блок        | 4 746      | 36,30          | 7 295      | 61,37      |
|                | Стаси Блондель Эрик Голомбек   | Национальный фронт | 3 987      | 30,49          | 4 592      | 38,63      |
|                | Селин Ори Эрмье Давид Шанделье | Левый блок         | 3 079      | 23,55          |            |            |
|                | Анди Барре Мари-Франс Гужон    | Левый фронт        | 1 264      | 9,67           |            |            |